# Hydrophore

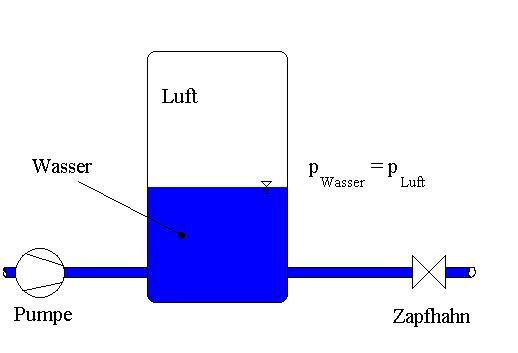
Schema eines Luftpolsterspeichers

Eine Hydrophore ist ein Druck- und Ausgleichsbehälter, in dem Luft oder ein anderes Gas im oberen Teil des Behälters von einem flüssigen Medium von unten unter Druck gesetzt wird. Während der Kompression steht der Gasdruck im Gleichgewicht mit dem Druck an der Wasseroberfläche. 
Das Volumen des Gases im oberen Teil verringert sich im Verhältnis zur Druckerhöhung (Boyle-Mariotte-Gesetz). Da Gase im Gegensatz zu Flüssigkeiten eine stark ausgeprägte Kompressibilität besitzen, kann das komprimierte Gas auch als Energiespeicher und das Gefäß als Zwischenspeicher für die Flüssigkeit dienen.
Bei der Hydrophore kann es zu einem Gasverlust im oberen Teil des Kessels durch die Lösung des Gases in der Flüssigkeit kommen. Die Verluste müssen darum von Zeit zu Zeit ersetzt werden.
Aufgrund des geringeren Wartungsaufwandes werden Hydrophoren heute häufig durch Membrandruckbehälter ersetzt, bei denen Gas und Flüssigkeit keinen unmittelbaren Kontakt haben.

## Anwendungsbeispiel

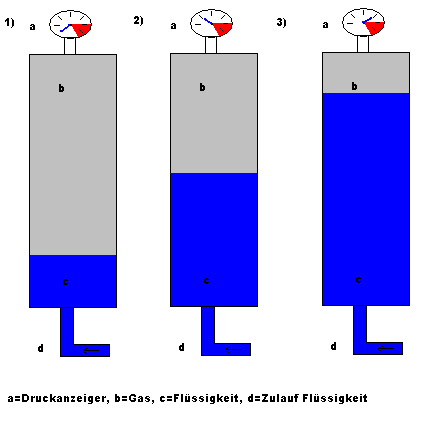
Skizze einer Hydrophore. Das Manometer zeigt die Druckerhöhung an, während das Gasvolumen komprimiert wird.

Hydrophoren werden beispielsweise als Druckreservoir (Druckspeicher) in Hauswasserwerken verwendet, um das häufige Ein- und Ausschalten der Pumpe zu vermeiden. Sie werden bei dieser Verwendungsart auch als Windkessel bezeichnet. Die Hydrophore stellt hierbei ein Verzögerungsglied dar.